# Hans Stark (SS-Mitglied)
Hans Stark (* 14. Juni 1921 in Darmstadt; † 29. März 1991 ebenda) war ein deutscher SS-Untersturmführer und Leiter der Aufnahmeabteilung im KZ Auschwitz-Birkenau.

## Jugend
Von 1927 bis 1931 besuchte er die Volksschule in Darmstadt und anschließend von 1931 bis März 1937 das Realgymnasium in Darmstadt. Die Schulleistungen im Gymnasium waren zunächst durchschnittlich, in den letzten Jahren vor dem Schulabgang ließen sie jedoch nach. Deswegen kam es häufig zu Auseinandersetzungen mit dem Vater, einem Polizeiinspektor, der als sogenannter Zwölfender nach zwölf Jahren Dienstzeit mit einem Versorgungsschein aus der Reichswehr ausschied. Dieser soll damals die Auffassung vertreten haben, dass sein Sohn in ordentliche Zucht gehöre, wofür er den Reichsarbeitsdienst und den Militärdienst als geeignete Erziehungseinrichtungen ansah. Das Einstellungsalter für den Arbeits- und Wehrdienst betrug jedoch 17 Jahre – dagegen war ein Eintritt in die SS-Totenkopfverbände mit 16 Jahren möglich. So gab der Vater seine schriftliche Einwilligung für den Eintritt in die SS.

## Ausbildung in der SS
Stark trat am 1. Dezember 1937 als Staffelmann in die 2. SS-Totenkopfstandarte „Brandenburg“ in Oranienburg bei Berlin ein. Im zweiten Monat der Ausbildung, also im Januar 1938, hatte er im Alter von nur sechzehneinhalb Jahren die Aufgabe, als Außenwache Häftlinge im KZ Sachsenhausen zu bewachen. Nach Ablauf der sechs Monate wurde er Ende Juni 1938 nach einem kurzen Urlaub zum KZ Buchenwald versetzt. Dort hatte er einen Reiterzug Pferde zu betreuen und wurde später auch im Wachdienst eingesetzt. Nach einem Jahr Dienstzeit wurde er am 1. Januar 1938 zum SS-Sturmmann und am 1. August 1939 zum SS-Rottenführer befördert. Bei Ausbruch des Zweiten Weltkrieges war er weiterhin Rottenführer. Er wurde als Rekrutenausbilder vom September bis Dezember 1939 in Buchenwald eingesetzt. Dann wurde das Rekrutenregiment zum KZ Dachau verlegt. Hier blieb er bis 1940. Anschließend kam er zum Wach- und Ehrenbataillon nach Prag. Am 1. Juni 1940 wurde er zum Unterscharführer befördert. Im August 1940 wurde er als Gruppenführer zum SS-Regiment „Westland“ nach München versetzt. Hier zog er sich durch einen Sturz vom Pferd einen doppelten Unterschenkelbruch zu. Er lag 6 Wochen im Lazarett und wurde dann – bei weiterer Behandlungsbedürftigkeit – „garnisonsverwendungsfähig“ geschrieben und entlassen. Er kam deshalb für den Einsatz bei einem aktiven Frontregiment nicht in Frage und wurde zum Wachbataillon Dachau zurückversetzt. Hier war er von November bis Dezember 1940 als Außenwache eingesetzt.

## Verbrechen in Auschwitz
Am 15. Dezember 1940 kamen er und etwa 20 bis 40 Unterführer nach Auschwitz. Zunächst war er dort als Blockführer in Block 7 (dem späteren Block 22) angestellt und anschließend in der politischen Abteilung der Lager-Gestapo im KZ Auschwitz-Birkenau bis 1943. In dem von ihm kontrollierten Block waren vornehmlich polnische Schüler und Studenten im Alter bis zu 25 Jahren inhaftiert. Im Mai 1941 kam er in die Politische Abteilung, wo ihm bald die Leitung der Aufnahmeabteilung übertragen wurde. Dort soll über seinem Schreibtisch der Spruch „Mitleid ist Schwäche“ gehangen haben. Hans Stark war einer der brutalsten SS-Leute in Auschwitz. Alle Juden, die auch ‚Stark‘ hießen, soll er sofort getötet haben. Neugeborene soll er in einem Kübel mit kaltem Wasser ertränkt und andere Häftlinge (unbewiesenermaßen) lebendig in ein Feuer geworfen haben. Stark hat bewiesenermaßen regelmäßig an Erschießungen teilgenommen und an den ersten Vergasungen mitgewirkt.

## Weiterentwicklung
Da Stark seine Schulausbildung beenden wollte, ließ er sich von Weihnachten 1941 bis März 1942 beurlauben. Er legte am 13. März 1942 als Externer am Liebig Obergymnasium in Darmstadt, heute Justus-Liebig-Schule, seine Abiturprüfung ab, sein Aufsatzthema lautete Die Befreiung Deutschlands von den Ketten des Versailler Vertrages durch Adolf Hitler. Anschließend nahm er seine Tätigkeit in Auschwitz wieder auf. Er wurde am 1. September 1942 zum Oberscharführer befördert. Im Sommer 1942 beantragte er einen Studienurlaub, der ihm vom 1. Dezember 1942 bis zum 31. März 1943 gewährt wurde. Er wurde am 8. Dezember 1942 an der Johann Wolfgang Goethe-Universität in Frankfurt am Main immatrikuliert und studierte ein Semester Rechtswissenschaften.
Während seines Studiums richtete er, so seine eigene Angabe, ein Versetzungsgesuch an den SS-Obergruppenführer August Heißmeyer. Nach Beendigung des Studienurlaubs meldete er sich am 1. April 1943 beim Leiter der Politischen Abteilung, SS-Untersturmführer Maximilian Grabner, wieder zurück. Ihm wurde von Grabner mitgeteilt, dass er mit Wirkung vom 1. April 1943 zu einem Ausbildungslehrgang nach Dachau kommandiert sei. Vier Tage später begann er seinen Dienst in Dachau. Der Lehrgang einer „Führerausbildung“ an einer SS-Junkerschule dauerte bis zum 25. Mai 1943. Mit Wirkung vom 15. Mai 1943 wurde er zur SS-Panzergrenadierdivision „Das Reich“ versetzt. Im November 1944 erfolgte seine Beförderung zum SS-Untersturmführer. An der Ostfront wurde er zweimal verwundet und geriet nach der Schlacht um Berlin Anfang Mai 1945 in sowjetische Gefangenschaft, aus der er jedoch flüchten konnte.

## Nach 1945
Nach Kriegsende tauchte Stark zunächst unter. 1948 stufte ihn die Spruchkammer Darmstadt in die Gruppe der Minderbelasteten ein, und auf seine Berufung hin wurde er 1950 im Zuge der Entnazifizierung als „Mitläufer“ eingestuft. Er nahm ein Studium der Landwirtschaft und Pädagogik auf und legte den Abschluss für die Lehrerlaufbahn ab. Zunächst lehrte er an der Landwirtschaftsschule in Lövenich bei Köln und später in Darmstadt.
Im Zuge der Untersuchungen der NS-Verbrechen im KZ Auschwitz-Birkenau wurde Stark 1959 erstmals verhaftet und von dem Ludwigsburger Kriminalobermeister Alfred Aedtner vernommen. Wenige Wochen später wurde er aus der Untersuchungshaft entlassen, weil er dem Untersuchungsrichter treuherzig erzählte, er sei in Auschwitz lediglich Pferdepfleger des Lagerkommandanten Rudolf Höß gewesen. Zur Untermauerung dieser Legende fand sich sogar ein Photo, wie er als angeblicher „Pferdepfleger“ das Pferd des SS-Kommandanten am Zügel hielt.
Stark war Angeklagter im 1. Auschwitzprozess. Am 20. Dezember 1963 begann der Prozess gegen Angehörige der Wachmannschaften des KZ Auschwitz-Birkenau vor dem Schwurgericht beim Landgericht Frankfurt am Main im Römer. In dieser Zeit pendelte Stark wöchentlich zwischen Darmstadt und Frankfurt. Er galt nur wegen „geringfügiger Vergehen“ angeklagt, bei denen nach Ansicht des Schwurgerichts „kein Fluchtverdacht und keine Verdunkelungsgefahr bestanden“. Diesen Eindruck konnte Stark drei weitere Monate aufrechterhalten, bis der Zeuge Josef Kral (Häftlingsnummer 17.401 im KZ Auschwitz-Birkenau von Juni 1941 bis Mai 1943) Stark mit folgender Aussage belastete:

„Ich habe gesehen, wie Stark mit einem Schaufelstiel zwei Häftlinge erschlagen hat. Und einen Häftling namens Isaak hat er erschossen. Er hat den Isaak erst gezwungen, einen Kameraden und dann seinen eigenen Vater, Isaaks Vater, in einer Wassergrube zu ertränken.“

Stark gab im Prozess zu, Menschen erschossen und Zyklon B in die Gaskammern geworfen zu haben. Er wurde 1965 zur Höchststrafe von 10 Jahren Freiheitsentzug verurteilt. In dem Urteil heißt es:

„Bei weiteren Vergasungen jüdischer Menschen im Mai 1942 nahm Stark häufig vor den Vergasungen jüdische Frauen beiseite. Wenn dann die anderen jüdischen Menschen in den Gaskammern waren, stellte er die Frauen im Hof des kleinen Krematoriums an die Wand. Dann schoß er einer oder zwei Frauen in die Brust und in die Füße. Wenn dann die anderen Frauen zitterten und auf die Knie fielen und Stark anflehten, sie am Leben zu lassen, schrie er sie an: „Sarah, Sarah, los, steh!“ Dann erschoß er sie alle nacheinander.“

In seinem Schlusswort machte er folgende Aussage:

„Ich habe an der Tötung vieler Menschen mitgewirkt, das habe ich von Anfang an und ohne Einschränkung bekannt. Ich habe mich nach dem Kriege oft gefragt, ob ich dadurch zum Verbrecher geworden bin. Ich habe keine für mich gültige Antwort gefunden. An den Führer hatte ich geglaubt, ich wollte meinem Volke dienen. Ich war damals von der Richtigkeit meines Tuns überzeugt. Heute weiß ich, daß die Ideen, an die ich geglaubt habe, falsch sind. Ich bedaure meinen damaligen Irrweg sehr, aber ich kann ihn nicht ungeschehen machen.“

Die Verurteilung zu zehn Jahren Haft erging nach Jugendstrafrecht, da er zur Tatzeit noch minderjährig (nach damaligem Recht jünger als 21) war. Stark wurde jedoch bereits 1968 aus der Haft entlassen.